# 앵글로노르만인

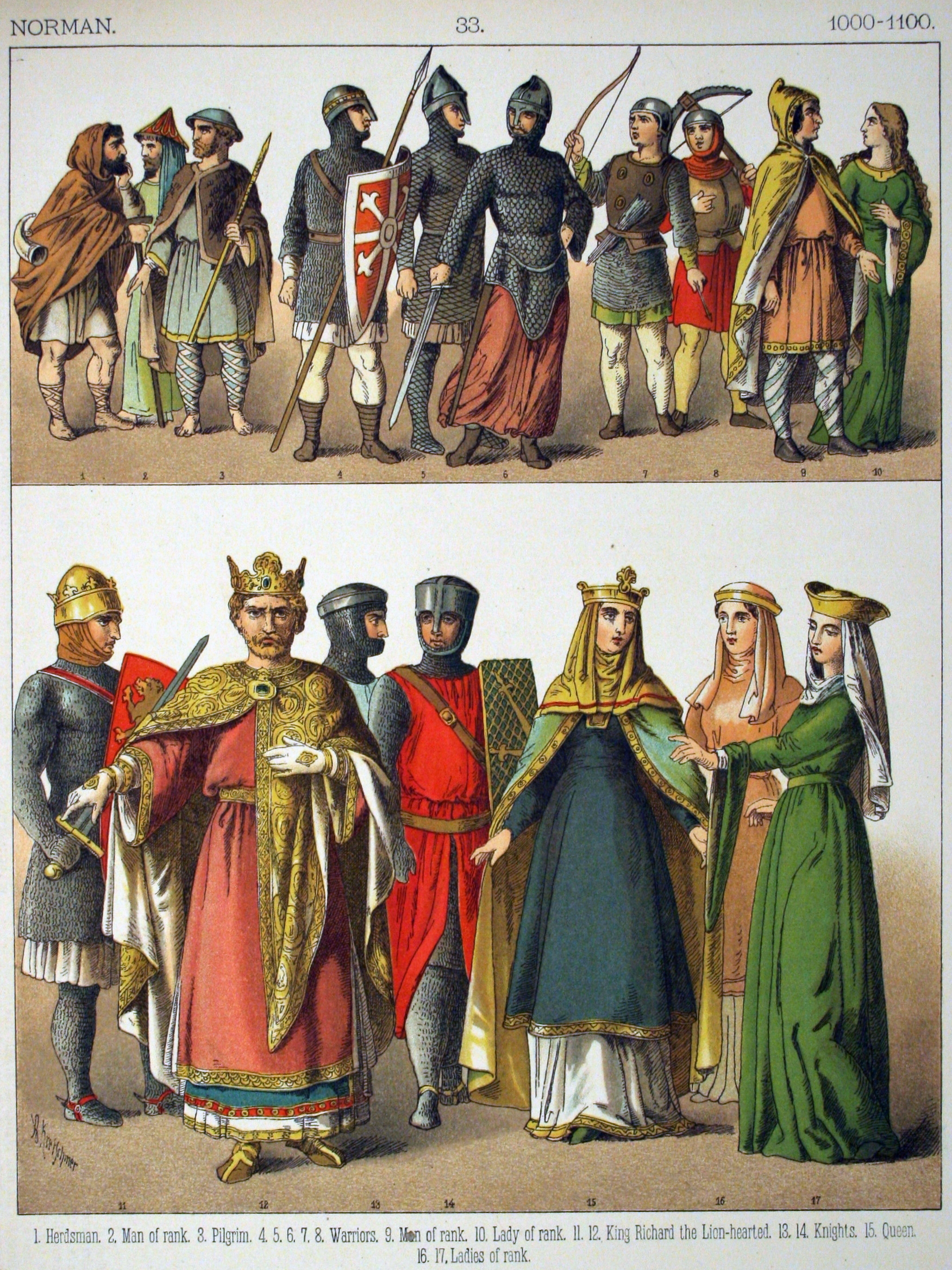
앵글로노르만인 지배층

앵글로노르만인(Anglo-Normans)은 노르만인이 노르만인의 잉글랜드 정복을 통해 영국에 건너가 토착민과 섞여 형성한 민족집단으로, 당시 잉글랜드의 지배계층을 이루었다. 프랑스어 계통의 앵글로노르만어를 사용했다.